# Los últimos días
Los últimos días is een Spaanse film uit 2013, geregisseerd door David en Àlex Pastor.

## Verhaal
De wereld is getroffen door een mysterieuze epidemie waarbij mensen lijden aan agorafobie. Mensen die naar buiten gaan worden misselijk, voelen zich duizelig en gaan zelfs dood. Marc is gescheiden van zijn vriendin Julia. Vanuit zijn kantoorpand wil hij haar proberen te bereiken via de metro en het riool.

## Rolverdeling
| Acteur         | Personage |
| -------------- | --------- |
| Quim Gutiérrez | Marc      |
| José Coronado  | Enrique   |
| Marta Etura    | Julia     |
| Leticia Dolera | Andrea    |
| Iván Massagué  | Lucas     |
| Pere Ventura   | Rovira    |
| Lluis Soler    | Vecino    |

## Ontvangst

### Recensies
Op Rotten Tomatoes geeft 89% van de 9 recensenten de film een positieve recensie, met een gemiddelde score van 7,5/10.

### Prijzen en nominaties
Een selectie:
| Jaar | Evenement                       | Categorie               | Genomineerde                      | Resultaat   |
| ---- | ------------------------------- | ----------------------- | --------------------------------- | ----------- |
| 2014 | Premios Goya (28ste uitreiking) | Beste productieontwerp  | Josep Amorós                      | Genomineerd |
| 2014 | Premios Goya (28ste uitreiking) | Beste speciale effecten | Lluís Rivera Jove, Juanma Nogales | Genomineerd |